# Nabu (DC Comics)
Nabu es un personaje mágico ficticio creado por la editorial DC Comics, caracterizado por sus poderes mágicos y basado en la Deidad Nabu. Fue creado por Gardner Fox y Howard Sherman y apareció por primera vez en la revista mensual "More Fun Comics #67" de mayo de 1941, como una entidad mística que le otorga poderes a los portadores del nombre "Destino". Nabu es un brujo verdaderamente sabio e increíblemente poderoso del antiguo Egipto. El alma de Nabu reside bajo el mando del Doctor Fate, otorgando al portador un gran poder mágico sobre las fuerzas del Orden y el Caos. A menudo se lo describe como antipático con los mortales que lo hospedan.
A diferencia del Doctor Destino, Nabu es una entidad que posee inmortalidad y que aunque su portador muera, Nabu continua viviendo, pero necesita de un portador para manifestar sus poderes. Nabu es un poderoso usuario de magia y miembro prominente de los Señores del Orden, nacido en el planeta Cilia. Él es el ser que le da al Doctor Fate sus poderes, usando al Destino como un agente en la Tierra. En algunas encarnaciones de este héroe, ha utilizado artefactos místicos para controlar realmente al Doctor Fate y hacerse cargo de la mente del cuerpo de un anfitrión. Estos artefactos incluyen el Amuleto de Anubis, la Capa del Destino y el Casco del Destino.
Aunque este personaje se introdujo originalmente durante la era de publicación de DC Tierra-2 (1935), su existencia después de los eventos de la serie limitada de 1985-86 Crisis on Infinite Earths permanece intacta. Sin embargo, algunos elementos de su historia pueden haber sido alterados o eliminados.

## Historia de la publicación
Nabu apareció por primera vez en More Fun Comics #67 (mayo de 1941) y fue creado por Gardner Fox y Howard Sherman. El personaje apareció con en el que se convertiría en el primer Doctor Destino Kent Nelson. Los orígenes del Nabu y Doctor Fate comenzaron hace más de 10 mil millones de años.

## Biografía del personaje

### Origen e historia
Poco después de la formación del universo, nacieron dos fuerzas elementales: los Señores del Orden y los Señores del Caos, surgieron al comienzo de la lucha del universo por la supremacía.
En el mundo llamado Cilia, los Señores del Orden se manifestaron como la primera raza sensible en el universo, una raza de seres mágicos incorpóreos. Como Señor del Orden, fue uno de los que contribuyó a la creación del universo. Fue asignado al mundo mortal de la Tierra con este ser su carga por la eternidad, después de milenios, alrededor del 3500 aC, uno de los Señores del Orden, descendió a la Tierra desde Cilia y se convirtió en Nabu el Sabio, un consejero de los faraones del antiguo Egipto. Uno de los Señores del Orden como Dios y llegó a ser conocido como mago de la corte por varios faraones, incluido Keops (Khufu. Durante su tiempo en Egipto, Nabu trató de advertir al Faraón y subsecuentemente a su hijo en contra de perseguir a los judíos que escapaban, dirigidos por Moisés. En una noche, Nabu fue visitado por El Espectro que advirtió que cada niño egipcio nacido en primer lugar sería asesinado por el Espectro, excepto por los esclavos hebreos. Esto horrorizó al mago y se preparó para luchar contra el Espectro vistiendo todos sus atributos, pero fue derrotado a pesar de sus preparativos. El místico humillado regresó al faraón que había perdido a su hijo y, desesperado, accedió a liberar a los esclavos hebreos, pero luego decidió enviar a su ejército a matarlos para fastidiar a Dios. A pesar de sus planes, el Faraón fue asesinado cuando el Espectro trajo al Mar Rojo estrellándose contra el ejército egipcio después de que Moisés y los israelitas habían cruzado. En su defecto, Egipto fue devastado por El Espectro, que no estaría ligado a un ser humano antes del tiempo de Jesucristo. Durante el reinado del faraón Ramsés (hacia 1260 aC), Nabu se convirtió en consejero real y mago de la corte. Fue humillado en batalla con El Espectro, que mató a Ramsés por sus crímenes contra los hebreos.
Nabu se convirtió en el guardián de varios poderosos talismanes, en el 2578 aC, Egipto había caído bajo el gobierno de Vándalo Salvaje que había asumido la identidad del faraón Kefrén. Alrededor de este tiempo, Bonnie Baxter, de los Maestros del Tiempo, había llegado desde el siglo XX, donde los guardias de Kefrén la arrojaron a una celda de la prisión. Nabu apareció ante ella y la llevó a un lugar seguro con su magia y le pidió ayuda para derrocar al inmortal Kefrén. Tenía la intención de combinar la magia con la ciencia de la viajera del tiempo donde ella le dio su comunicador. Al combinar a la pareja, creó el Escarabajo Azul de Kha-ef-re, que Bonnie usó para derrocar al faraón que estaba envuelto en vendas para contenerlo, ya que su inmortalidad lo haría levantarse nuevamente. El Escarabajo se perdió durante 4.500 años antes de ser redescubierto en el siglo XX por el arqueólogo Dan Garrett, que se convirtió en el primer Escarabajo Azul.
En 2030 aC, Nabu se dirigió a la ciudad de Bubastis que adoraba a la diosa Bast. La ciudad había caído bajo el control de Khalis el sacerdote loco que servía al dios de la muerte Anubis que recompensó a su sirviente dándole el amuleto de Anubis. Con su poder, esclavizó a los adoradores de Bast de la ciudad y construyó templos en homenaje a Anubis. Nabu intervino donde derrotó al sacerdote y tomó el amuleto para él con lo cual los esclavos liberados dieron su venganza momificando a Khalis. Sin embargo, Anubis buscó salvar a su sirviente que se mantuvo vivo como una momia no muerta para poder reclamar el amuleto de Anubis en el futuro.
El talismán más poderoso que Nabu poseía, es el Amuleto de Anubis. Su origen se remonta de acuerdo con las tortuosas criaturas llamadas Defecto e Hijo, Nabu encargó el Amuleto de Anubis a The Cutter, del mágico Gemworld. Otra historia afirma que, el sacerdote loco Khalis asesinó a sus seguidores en nombre del dios Anubis, quien luego otorgó a Khalis el Amuleto como recompensa por su servicio. Cualquiera sea su origen, este Amuleto se convirtió en el hogar de los Señores del Orden. Después de un tiempo Nabu fue responsable de recuperar la reliquia para su propio uso.
Durante la dinastía Theban, Nabu el Sabio sirvió como asesor del príncipe Khufu Kha-taar, donde sirvió con su aliado Teth-Adam Un día, fueron testigos cuando una nave espacial Thanagariana se estrelló y se dirigieron a alcanzarlo, llegaron a la escena de los pilotos agonizantes donde Nabu conjuró un hechizo para traducir su idioma alienígena que hablaban de un peligro inminente en el futuro lejano después de esto murieron. De la nave, descubrieron la existencia de Nth Metal, que Khufu forjó en armas para su uso, y Nabu trató de prepararlos, ya que se determinó que el príncipe y su prometida tenían un papel que desempeñar en este conflicto. Durante este tiempo, se encontraron con un viajero que podía viajar a altas velocidades y le dieron un guante de guerra forjado con porciones del Metal Nth llamado la "Garra de Horus" , que predijeron que sería instrumental en una batalla de miles de años en el futuro.

### Kent Nelson
En 1940, el arqueólogo Sven Nelson y su hijo Kent exploraban un antiguo templo en el Valle de Ur en Mesopotamia. Los Nelson encontraron a Nabu en animación suspendida y lo despertaron.
Después de la muerte accidental del padre de Kent, Nabu transformó al niño en un hombre adulto y le enseñó la magia del Orden, luego le dio a Kent el Casco dorado de Nabu, el Amuleto de Anubis y el Manto del Destino.	Cuando Kent usaba el casco, Nabu era parte de él, y juntos se convirtieron en el hombre llamado Doctor Fate en la década de 1940. Más tarde, Kent encontró a Nabu para hacerse posesivo de él, y creó un medio timón para usar en su lugar. Durante este tiempo, el Dr. Fate tendría menos poder pero ya no estaba influenciado por Nabu.
Al principio de su carrera, el Doctor Fate conoció al Espectro y ambos fueron miembros fundadores de la Sociedad de la Justicia de América, en 1941.
Poco después de convertirse en Doctor Fate, Kent también se encontró y comenzó una relación con una joven llamada Inza Cramer. Desconocido tanto por Kent como por Inza, su fuerte afinidad tenía un propósito mayor: en un principio estaban destinados a fusionarse para formar al Doctor Fate, pero Nabu les retuvo esta información para poder mantener su control sobre Kent.
Irónicamente, uno de los principales enemigos del Doctor Fate, Ian Karkull fue responsable de la longevidad prolongada de muchos miembros de JSA. El 28 de junio de 1941, el Doctor Fate destruyó Karkull, liberando un estallido de "energía temporal" que afecto a todos los presentes (Átomo (Al Pratt), Doctor Fate (Kent Nelson), Flash (Jay Garrick), Linterna Verde (Alan Scott), Hombre Halcón, Hourman (Rex Tyler), Johnny Thunder, Sandman (Wesley Dodds), El Espectro (Jim Corrigan), Starman (Ted Knight) y los no miembros Chica Halcón y Joan Williams). La radiación amplió enormemente su esperanza de vida.
Kent nuevamente se unió a Nabu durante un enfrentamiento con Kulak, después de lo cual el Casco se perdió. No sería hasta la década de 1960 que Kent recuperaría el casco y se convertiría en el "completo" Doctor Fate nuevamente.
Eventualmente, Kent envejeció y se retiró a otra dimensión. Nabu descendió al plano mortal después de haber dejado las filas de los Señores del Orden y llegó a ocupar el cuerpo de Kent como propio. Batman llamó a Nabu para que le ayudara a adentrarse en la mente del comatoso Escarabajo Azul después de que Ted Kord quedara inconsciente por un bloqueo mental de Abeja Reina.
Nabu encontró nuevos discípulos, primero en Eric y Linda Strauss, quienes juntos se convirtieron en el nuevo Destino. Durante este tiempo, Nabu fue desterrado a la Tierra por haber prevenido la era del Caos, y se estableció en el antiguo cuerpo de Kent, disfrutando de la vida como humano. Más tarde, Nabu creó otro Doctor Destino al devolver a Kent a la juventud y fusionarlo con su esposa Inza.

### Jared Stevens
Después de esto, Nabu se reencarnó como el hijo de Eugene y Wendy DiBella, reencarnaciones de Eric y Linda Strauss.
Aunque más tarde, Kent e Inza murieron y Jared Stevens fue elegido como el nuevo Destino. Mientras estudiaba el casco, Jared Stevens fue místicamente transportado a un reino donde se manifestó Nabu, el último Señor del Orden. Explicó que la crisis en el tiempo llevó a que la tela cósmica se rehaga con las fuerzas del orden y el realineamiento del caos. Los antiguos Lores se habían debilitado o se habían desvanecido con otros nuevos que tomaban su lugar mientras Nabu continuaba permaneciendo para continuar la lucha donde le pidió a Stevens que se convirtiera en el Doctor Fate. Entre las amenazas a las que se enfrentaba estaba la horda del Reino de los Dreadlands que era una pequeña fracción de las amenazas a la existencia. A pesar del peligro, Stevens se negó y usó la magia que se incrustó en él junto con el debilitado poder de Nabu para expulsarlo. Por lo tanto, Nabu se vio obligado a cortar los lazos con el casco que lo unía a la Tierra, dejando a Stevens el Casco que fue místicamente re-forjado en una espada para él mientras operaba como Destino. Nabu enloqueció y saboteó el actual "tratado" entre Orden y Caos. Como castigo, Nabu se convirtió en un Señor del Caos. Recientemente, Héctor Hall se convirtió en el último en la línea del legado del Destino.

### Regreso de Nabu
Nabu regresó de nuevo, aparentemente con sus sentidos de atrás. Actualmente, Nabu es un espíritu libre en el mundo del Amuleto, susurrándole a Héctor a través del Casco. Sin embargo, su presencia se ha vuelto cada vez más opresiva, y Héctor lo está reprimiendo tanto como sea posible.
Nabu aparentemente fue asesinado por la Fuerza del Espectro. Su muerte terminó la novena edad de la magia y marcó el comienzo de la décima edad de la magia.

### Muerte
Nabu fue el último de los Señores del Orden y el Caos (salvo Mordru) en ser asesinado por El Espectro antes de la Crisis infinita, como parte del plan de Alexander Luthor para recrear el Multiverso previo a la Crisis. El plan era hacer que la magia se descompusiera en una forma más primitiva, haciéndola más caótica, para hacerlo, tenía la prisión de Black Diamond de Eclipso en la celda de asilo de Jean Loring para convertirse en la nueva Eclipso. Como Eclipso, Jean tentaría al Espectro sin hostilidades (y por lo tanto lo manipulararia fácilmente) a entablar una guerra contra toda la magia, alegando que es una abominación contra Dios.
Sin embargo, Nabu ya sabía los resultados que el Espectro cedería y, como el último Señor de la Orden que quedaba, se enfrentó al devastador Espíritu de venganza. Por último fue herido de gravedad, pero la Presencia finalmente se dio cuenta de los tratos de sus sirvientes y puso fin a la guerra del Espectro al obligarlo a elegir un nuevo anfitrión que sería Crispus Allen, que no aceptaría el trabajo por un año. Nabu, en su acto final, le dijo al mago que la Décima Era de Magia comenzaría con su muerte, como se predijo, antes de pasar el Casco de Nabu al Detective Chimp con la esperanza de encontrar un digno sucesor al manto del Doctor Destino.

### Los Nuevos 52
Después de Flashpoint, se creó una nueva versión de la realidad con una historia diferente de eventos. En Tierra Prima, Nabu apareció por primera vez como parte de Los Nuevos 52 (el reinicio del universo de DC Comics) en Doctor Fate (Volumen 4) #1 de Paul Levitz y Sonny Liew. El personaje tiene la apariencia de un anciano débil, flotando pero visiblemente sin piernas, en vez de eso sus piernas tienen la apariencia de rayos que salen de la mitad de su torso, además de tener una personalidad bastante pacífica.
En la historia de Futures End, John Constantine es capaz de tender una trampa para Nabu, que había estado convocando a un sinfín de personas para intentar ser consumidas por el casco. John hizo un trato con un demonio para hacer llamar al dios Anubis para juzgar a Nabu. Fue encontrado culpable de preocuparse solo por él mismo y asesinado, con el demonio ahora atrapado dentro del Casco del Destino.
También se dijo que era el sabio sirviente de Thoth.
Como un señor del orden, residió dentro del Casco de Nabu y se había unido con Kent Nelson para convertirse en el Doctor Fate después de un tiempo.

## Poderes y habilidades
Nabu es un brujo consumado, posee una Magia en su forma más potente capaz de derrotar a la mayoría de los magos del Universo, tiene poderes divinos capaces de unir los poderes de todas las criaturas divinas si no las dominan. Es fácil e indiscutiblemente uno de los maestros divinos más fuertes en el Universo DC. Como Señor del orden, tiene expiación por el universo. Él tiene un dominio casi omnipotente de la magia de primer orden.
Entre sus facultades están las de ser: Omnipresente, Omnisciente, Inmortal, Invisible y poder para generar ilusiones. Además posee la habilidades de lanzar Hechizos universales y dimensionales, Durabilidad sobrehumana; capacidad de soportar periodos de tiempo muy largos, incluso con dolor crítico, vuelo, levitación, altera la realidad: Altere la realidad en una escala multidimensional o incluso en una escala universal, capaz de manipular cualquier dimensión a una escala de potencia completa. Todas las fuerzas fundamentales están bajo su control, Viajes en el tiempo, Telequinesis, Telepatía y Fuerza y resistencia sobrehumana.
En realidad, no era un hombre mortal, sino un Señor del Orden con forma humana. Como un señor del orden, era un ser excelso sin principio ni fin. Sin embargo, la entidad solo era capaz de interactuar con el hombre cuando estaba en una forma humana. Aunque era un ser eterno, las formas humanas que Nabu tomó eran capaces de envejecer y desgastarse después de milenios. En el Antiguo Egipto, su poder no era tan poderoso como el del Espectro primigenio que ejercía una magia más poderosa ya que tenía el poder de Dios que había creado los Señores del Orden.
La magia de Nabu le permitía estar al tanto de los eventos en el futuro lejano y más poseedores de su poder. Él había formado el casco dorado que le servía de recipiente para que él residiera después de la pérdida de su forma humana. Aquellos que usaban el casco que servían como anfitriones para la entidad eterna con su conciencia reemplazando a la de los mortales. Entre las reliquias que estaban vinculadas a él estaba el Orbe de cristal de Nabu que le permitía ver eventos a distancia en todo el mundo. Se alertó al usuario sobre asuntos que demandaban su atención.

## Otras versiones

### La llegada del Reino
En la Historia de La llegada del Reino (acontecido en Tierra-22), Nabu era uno de los antiguos Señores del Orden, Nabu recuperó la sensibilidad que una vez tuvo en la antigua relación entre el Dr. Fate y Kent Nelson, pero esta vez sin la necesidad de que un ser humano sea poseedor de su poder místico. Al canalizar su conciencia a través del Casco del Destino y la Capa del Destino, se lo conoce simplemente como Destino. Se unió al equipo de Batman y es parte de la Legión de Batman ayudando a teletransportar a sus compañeros a la batalla del Gulag. Salvó a varios héroes de la bomba nuclear de los Estados Unidos 'tragándolos' con la Capa durante la batalla.

## En otros medios

### Televisión
- Nabu aparece en la serie animada Young Justice con la voz de Kevin Michael Richardson cuya voz, si tiene un anfitrión, se combina con la voz de su anfitrión en ese momento. En el séptimo episodio "Denial" de la primera temporada. Nabu es vito como el espíritu que reside en el Casco del Destino que otorga a Kent Nelson u otros portadores del Casco los poderes del Doctor Fate. Después de una batalla con Klarion el niño brujo, Nabu casi poseyó completamente el cuerpo de Kid Flash (Wally West) permanentemente hasta que el espíritu de Kent Nelson lo disuadió de no hacerlo. En el cueto agesimo episodio "Revelation" Aqualad decide ponerse el casco del destino para luchar contra una Sociedad secreta de villanos llamada la Liga de la Injusticia compuesta por Joker, Conde Vértigo, Hiedra Venenosa, Calavera Atómica, Wotan, Adán Negro y Ultra-Humanidad. Después de ganar la batalla Nabu libera el cuerpo de Aqualad, posteriormente cuando Kent Nelson pasa a la otra vida, Nabu reclama a Zatara como su nuevo anfitrión convirtiéndose en Doctor Fate, breves anfitriones incluyen Wally West y Zatanna Zatara.[25]

- Una versión diferente del personaje aparece en la serie animada Batman: The Brave and the Bold y su serie de cómics y videojuegos, Batman: The Brave and The Bold y All-New Batman: The Brave and the Bold siendo una adaptación de Nabu, con la voz de James Arnold Taylor.[26]

### Videojuegos
- En Injustice 2, el Casco de Nabu apareció en el videojuego de lucha con el propio Nabu siendo el espíritu dentro de él y sirvió con los Señores del Orden. El Casco fue usado por Kent Nelson, quien se manifestó como el Doctor Fate, donde intentó tomar por la fuerza Flecha Verde y Canario Negro de la Tierra para protegerlos de la crisis venidera. Después de ser derrotado, Nelson logró recuperar sus sentidos e intentó consultar con los Señores del orden sobre el peligro. Durante la invasión de Brainiac, el Casco evitó que Nelson interviniera para salvar a los humanos ya que Nabu consideró que los Colu representaban el orden.